# France 3 Limousin Poitou-Charentes
France 3 Limousin Poitou-Charentes est une des treize antennes régionales de France 3 en vigueur avant 2010, émettant sur les régions Limousin et Poitou-Charentes. Son siège est à Limoges.
Elle est scindée en deux entités indépendantes le 4 janvier 2010 : France 3 Limousin et France 3 Poitou-Charentes.

## Histoire de la chaîne
En 1965 est créé le centre d'actualités télévisées de l'ORTF à Limoges. Télé-Limoges-Centre-Ouest est née. Un second centre d'actualités est créé à Poitiers en 1966.
À la suite de l'éclatement de l'ORTF, Télé-Limoges-Centre-Ouest devient FR3 Limousin Poitou-Charentes le 6 janvier 1975 et les programmes régionaux passent de la deuxième à la troisième chaîne. La station réalise des programmes nationaux pour la jeunesse comme « Vingt mille lieues sous les mers » en 1979.
Une borne audiovisuelle est créée en 1982 à La Rochelle, en 1984 à Angoulême puis à Brive en 1991 et Guéret en 1994.
À partir du 5 septembre 1983, le programme régional est diffusé en soirée de 17h à 19h55 et la publicité sur l'antenne régionale est autorisée par la Haute Autorité de la communication audiovisuelle en 1984. La chaîne reçoit le prix du Patrimoine et le Grand Prix du Ministère de la Culture pour le film documentaire « Oradour » en 1989.
Le 21 décembre 1991, FR3 Limousin Poitou-Charentes diffuse sa première édition locale, FR3 Atlantique, à La Rochelle.
À la suite de la création de France Télévisions le 7 septembre 1992, FR3 Limousin Poitou-Charentes devient France 3 Limousin Poitou-Charentes.
Depuis le 4 janvier 2010, une nouvelle organisation de France 3 a été mise en place dans le cadre de l'entreprise unique. L’un des changements majeurs pour France 3 est la suppression de ses treize directions régionales remplacées par quatre pôles de gouvernance (Nord-Est, Nord-Ouest, Sud-Ouest et Sud-Est). Les régions sont redécoupées en vingt-quatre antennes dites de proximité. Le bureau régional d'information de Poitiers cesse de dépendre de celui de Limoges, qui a perdu son rôle de direction régionale, pour devenir autonome. France 3 Limousin Poitou-Charentes se scinde alors en deux antennes de proximité : France 3 Limousin et France 3 Poitou-Charentes.

## Identité visuelle

Logos de la chaîne
Logo de FR3 Limousin Poitou-Charentes de 1983 à 1986.
Logo de France 3 Limousin Poitou-Charentes du 7 septembre 1992 au 6 janvier 2002.
Logo de France 3 Limousin Poitou-Charentes du 7 janvier 2002 au 7 avril 2008.
Dernier logo du 8 avril 2008 au 3 janvier 2010.